# Don't Quit
«Don't Quit» (español: No abandonar) es el cuarto y último sencillo del álbum debut de Caron Wheeler UK Blak. Fue lanzado en 1991 y alcanzó el #53 en el UK Singles Chart.

## Listas musicales
| Lista musical    | Posición |
| ---------------- | -------- |
| UK Singles Chart | 53       |